# میخاووویتسه (شهرستان پروشکوف)
میخاووویتسه (به لاتین: Michałowice) یک روستا در لهستان است که در گمینا میخاووویتسه (استان ماسوویان) واقع شده‌است. میخاووویتسه ۲٬۶۹۹ نفر جمعیت دارد.